# Mzwadi
Mzwadi (georgisch: მწვადი), Grillgericht der Georgischen Küche aus Region Kachetien

## Zubereitung und Charakteristika
Für die Zubereitung von Mzwadi verwendet man traditionell Schweinefleisch, alternativ andere Fleischsorten. Das Fleisch wird in mundgerechte Stücke geschnitten. Zur Vorbereitung stellt man eine Marinade aus gehackten Zwiebeln, Knoblauch, Essig oder Wein, verschiedenen Gewürzen wie Paprikapulver, Koriandersamen und Pfeffer sowie Kräutern wie Petersilie und Korianderkraut zu. Diese wird verwendet, um das Fleisch zu würzen und zu mürben. Das Fleisch wird für einige Stunden Marinade eingelegt. Das marinierte Fleisch wird auf Holz- oder Metallspieße gesteckt und über Holzkohle gegrillt. Mzwadi wird oft mit georgischem Brot, wie dem Khachapuri, sowie verschiedenen Beilagen wie frischem Gemüse oder einer Tomaten-Zwiebel-Sauce serviert.